# 小笠原鳥類
小笠原 鳥類（おがさわら ちょうるい、1977年 - ）は、日本の詩人。岩手県釜石市出身。早稲田大学卒業。
文章の構造を組み替えた、主語や述語にとらわれない文章を基調とした現代詩を多く発表している。詩には水中の動物や音楽に関した言葉が用いられることが多い。

## 略歴
思潮社の『現代詩手帖』に投稿をはじめ、1999年に第37回現代詩手帖賞を受賞。2004年には処女作である『素晴らしい海岸生物の観察』を出版し、第15回歴程新鋭賞を受賞する。
『現代詩手帖』のほか、詩誌『歴程』や詩誌『洪水』などに作品を発表している。また、自らのブログでは写真と詩を組み合わせた作品を公開している。
他に、ホースのアルバム『ホース』のライナーノーツを担当したほか、楽曲「たいせつなもの」（作曲：青島広志）の作詞なども行っている。漫画家の小林銅蟲と交流があり、コラボレーション作品「現代詩まんが」を発表している。
```
2018年2月にはLo-Fiドリームポップアイドル、
SAKA-SAMA
のシングル『夢のはてまでも』に書き下ろしの詩「夢のはてまでも」（メンバーのあいうえまし子が朗読を担当）を提供。
```

2020年4月、書肆侃侃房の文芸誌『ことばと』創刊号にて小説「エルガーを聞きながら書いた小説」を寄稿。

## 作品

### 詩集
- 素晴らしい海岸生物の観察（思潮社、2004年） ISBN 978-4-7837-1930-4
- テレビ（思潮社、2006年） ISBN 978-4-7837-2129-1
- 夢と幻想と出鱈目の生物学評論集(archaeopteryx、2015年)
- 小笠原鳥類詩集（思潮社・現代詩文庫222、2016年） ISBN 978-4-7837-1000-4
- 鳥類学フィールド・ノート(七月堂、2018年) ISBN 978-4879443250 編集・装丁を榎本櫻湖が担当した
- おお、限りなく懐かしい動物たち（ライトバース出版、2025年) ISBN 978-4911478011

### 評論集
- 吉岡実を読め！（ライトバース出版、2024年）ISBN 978-4991324413